# مارتن فان روسيم
مارتن فان روسيم (مواليد 1943)، هو مؤرخ وكاتب ومقدم برامج وأستاذ جامعي هولندي. وهو متخصص في تاريخ وسياسة الولايات المتحدة الأمريكية.
فان روسيم هو سليل لعائلة فان روسيم الأرستقراطية، من مواليد مدينة زايست يوم 24 أكتوبر 1943، درس التاريخ في جامعة أوتريخت، وحصل على الدكتوراه في عام 1983 بأطروحة «التحول السياسي المزدوج لجيل من المثقفين الأمريكيين (1934-1953)». وعمل من عام 1997 إلى عام 2008 أستاذًا للتاريخ في جامعة أوتريخت.

## من مؤلفاته
- الولايات المتحدة في القرن العشرين (نشر 1984). (يتم سرد تاريخ الولايات المتحدة من خلال الرئاسات المتعاقبة من تلك الفترة).
- أمريكا مع وضد (2002).
- الولايات المتحدة في القرن العشرين (2012).
- نهاية الإمبراطورية الرومانية (2016).

## وصلات خارجية
- مارتن فان روسيم على موقع IMDb (الإنجليزية)
- مارتن فان روسيم على موقع ميوزك برينز (الإنجليزية)
- مارتن فان روسيم على موقع كينوبويسك (الروسية)